# Ernst Eschmann
Ernst Eschmann (* 25. Januar 1886 in Richterswil; † 29. September 1953 in Zürich) war ein Schweizer Schriftsteller.

## Leben und Wirken

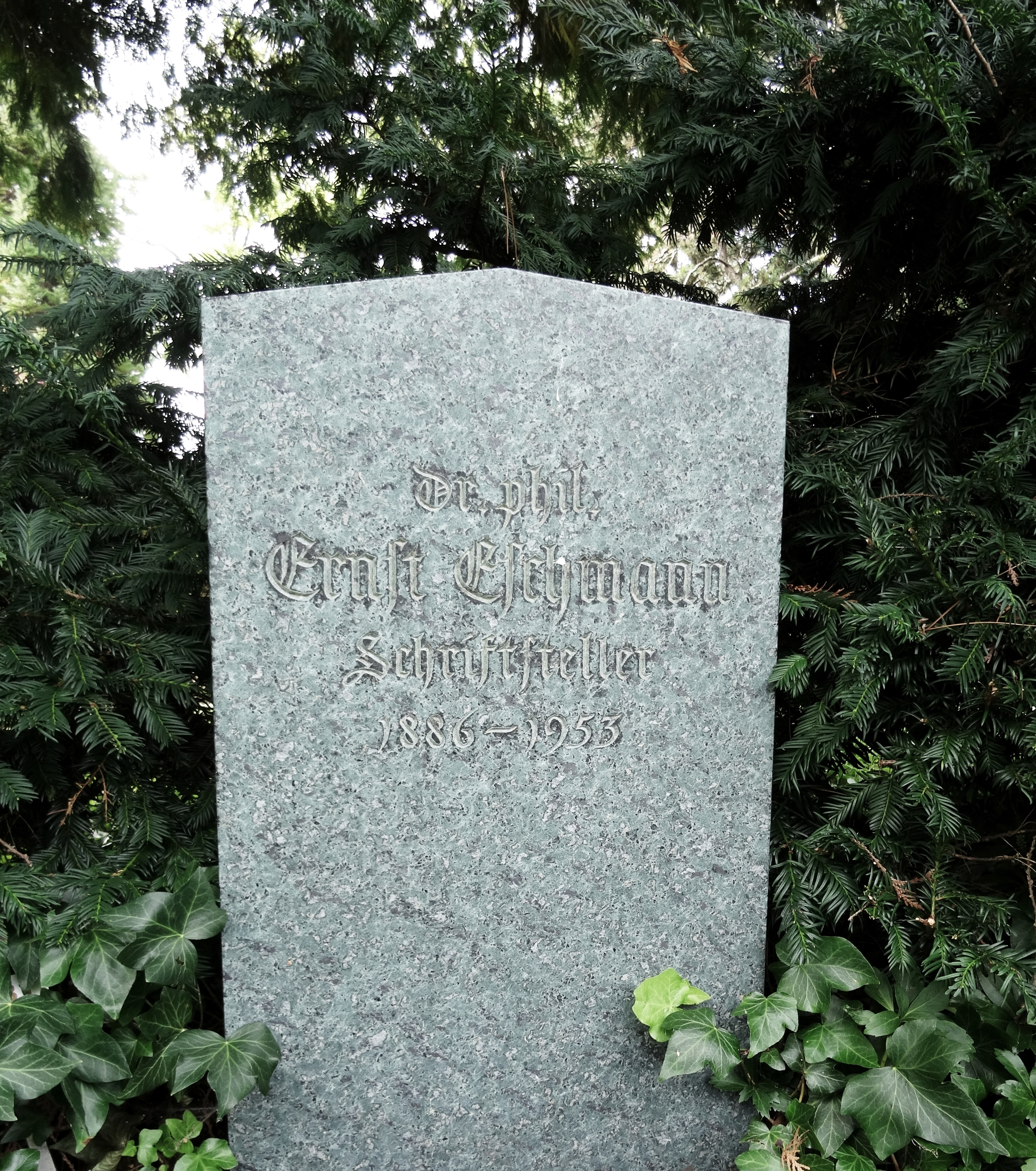
Grab auf dem Friedhof Rehalp in Zürich

Ernst Eschmann war der Sohn des Landwirts und Politikers Johannes Eschmann und dessen Ehefrau Elise (geb.) Frey aus Andelfingen.
Er studierte deutsche Sprache und Literatur an der Universität Zürich und legte 1910 eine Promotionsarbeit über David Hess vor. Von 1915 bis 1935 unterrichtete er an der Töchterschule Zürich. Neben Kinderbüchern und Erzählungen für Jugendliche verfasste er auch Romane (Volksfrühling, 1915) sowie Dialektgedichte und -schauspiele (De Gizchrage, 1919; D’Reveluzzer, 1922). Daneben war er ab 1915 Redaktor des Jahrbuches für die Jugend Sylvesterbüchlein und ab 1928 des Häuslichen Herds. 1936 wurde er Präsident der Zürcher Sektion der Guten Schriften. Zu den Musikern Johann Karl Eschmann und Carl Eschmann-Dumur stand er in verwandtschaftlichem Verhältnis.
Ernst Eschmann fand auf dem Friedhof Rehalp seine letzte Ruhestätte.

## Werke (Auswahl)
- David Hess (1770–1843). Sein Leben und seine Werke. Aarau: Sauerländer 1910.
- Volksfrühling. Zürich: Orell Füssli 1915.
- De Gizchrage. Aarau: Sauerländer 1919.
- D'Reveluzzer. Aarau: Sauerländer 1922.
- Meinrad Lienert zum 50. Geburtstag. In: Die Schweiz 19 (1915), S. 317–320.